# Elena Sergeevna Boulgakova
Elena Sergeevna Boulgakova (en russe : Елена Сергеевна Булгакова, Ielena Sergueïevna Boulgakova), née le 21 octobre 1893 à Riga et morte le 18 juillet 1970 à Moscou, est une autrice et intellectuelle soviétique. En collaboration avec son époux, Mikhaïl Boulgakov, elle participe à la rédaction du Maître et Marguerite, une oeuvre centrale de la littérature russe. De plus, elle y est représentée sous la figure de Marguerite.
Boulgakova poursuit le travail de rédaction et d'édition sur le texte après sa mort. Elle en publie la première édition, bien que censurée par les autorités soviétiques, en 1941. Elle est l'une des premières autrices contestataires d'URSS. Elle meurt à Moscou en 1970.

## Biographie
Elle naît le 21 octobre 1893 à Riga. Sa famille est liée au monde du théâtre moscovite, ainsi, sa soeur, Olga, travaille comme secrétaire de Vladimir Nemirovitch-Dantchenko.
Avant de rencontrer  Mikhaïl Boulgakov, Elena Sergueïevna est mariée avec un commandant militaire et mère de deux enfants. Quand elle rencontre Mikhaïl Boulgakov, elle devient sa troisième épouse en 1932. Elle se dévoue à son travail d'écriture en transférant ses pensées sur papier, imprime et édite ses œuvres, négocie avec les bonnes personnes. Après six mois de vie commune, Boulgakov lui donne une procuration pour conclure des contrats avec des éditeurs et des théâtres, ainsi que pour percevoir des redevances.
Entre 1933 et 1940, elle tient un journal intime, ce qui est utile pour reconstituer son parcours, celui de Mikhaïl Boulgakov et le monde artistique soviétique,,,,.
Boulgakova soutient celui-ci contre la censure et les campagnes de presse orchestrées par Staline contre lui. Alors qu'il est complètement censuré pour un jubilé soviétique, elle écrit : 

« Eh bien, imagine donc. Parmi les productions du jubilé, ils n'ont pas inclus Les Jours des Tourbine, qui est joué depuis treize ans, avec plus de huit cents représentations !! C'est unique parmi les pièces d'un auteur soviétique. De plus, il n'y a aucune mention dans aucun article, ni du nom de Boulgakov, ni du titre de la pièce. »

Après la mort de l'écrivain en 1940, elle hérite de tous les droits d'auteurs sur ses œuvres, ainsi que sur tous les biens. Elle perpétue la mémoire de son époux en faisant pression auprès des plus hautes autorités pour obtenir l’autorisation de publier les œuvres de Boulgakov.

### Rédaction et édition duMaître et Marguerite
Le rôle d'Elena Sergueevna Boulgakova est fondamental dans la genèse du roman tant au niveau de l'inspiration, de la rédaction ainsi que de la publication. Roman tabou, il est publié grâce à l’opiniâtreté d’Elena Sergueevna Boulgakova, qui garde le texte caché et ne le dévoile que lorsqu’elle en croit la parution possible (elle fera six tentatives entre 1946 et 1966).
Boulgakova semble être représentée par le personnage de Marguerite dans l'ouvrage. Si le gros du travail est entrepris par son époux, il s'agit d'un processus créatif commun, puisqu'elle est sa muse, et qu'il reprend la rédaction après l'avoir épousée. Ainsi, non seulement elle l'inspire, mais après sa mort, en 1940, Boulgakova reprend ses notes et doit faire de très nombreux choix éditoriaux. L'autrice corrige amplement les notes de son époux, choisit des lectures du texte, voire rajoute du texte dans de nombreux endroits, elle achève et édite l'oeuvre en moins d'un an. Environ 12% du roman est censuré par les autorités soviétiques à sa sortie.

### Dernières années et mort
Boulgakova reste en lien avec le milieu intellectuel, contestataire, soviétique, recevant par exemple la visite d'Anna Akhmatova en 1942-1944. Elle meurt le 18 juillet 1970 à Moscou.

## Postérité
Hormis son importance pour Le Maître et Marguerite, elle est créditée pour être, avec Boulgakov, l'une des artistes fondatrices de la culture artistique clandestine et contestataire en URSS.